# أتمتة محدودة قطعية

مثال على الاتمتة المحدودة القطعية مكونة من ثلاث حالات وتقبل الاعداد الثنائية حيث أن الحالة S_{0} هي حالة البداية والنهاية القبول.

في نظرية الاتمتة ونظرية التشغيل الذاتي, فرع من فروع علم الحاسوب, الاتمتة المحدودة القطعية Deterministic Finite Automaton أو DFA اختصاراً أي الآلة المحدودة المدخلات وقطعية أو معروفة المخرجات الآلة ذاتية التشغيل (محددة), هي آلة تقوم بقبول أو رفض الحروف أو الرموز وتنتج عملية حسابية معينة عند عملها أو عند ادخال الحروف أو الرموز عليها, قدم ابسط صورها العالمان مككولوك ‏ وPitts في عام 1943.
الصورة على اليمين هو تمثيل لـ آلة محدودة قطعية باستخدام النماذج الرياضية. في هذه الآلة هناك ثلاث حالات : S0, S1 و S2 (حيث كل دائرة تدل على حالة). هذه الآلة تقبل عدد محدود من ال 0 والـ 1 كمدخلات. في كل حالة من الثلاث حالات هناك سهم انتقال من حاله إلى أخرى. في حالة قرائة رمز أو حرف معين 0 و 1 في هذه الحالة الآلة تنتقل من حالة إلى أخرى بشكل قطعي ومحدد.
الـ DFA معرفة كـ النماذج الرياضية, لكن بسبب طبيعتها القطعية, هي مطبقة في البرمجيات والـعتاد الحاسوب لحل العديد من المشاكل المحددة. على سبيل المثال : نموذج رياضي يمثل DFA يطبق كبرمجية تقوم بتقرير ما ان كان أحد المستخدمين على الشبكة ام لا أو تدقيق بريده الإلكتروني على سبيل المثال.

## التعريف
الـالاتمتة المحدودة القطعية مكونة من M is a 5-عناصر (Q, Σ, δ, q0, F)
- عدد محدود من الحالات (Q)
- عدد محدود من رموز المدخلات لغة (Σ)
- عملية نقل اقتران (δ : Q × Σ → Q)
- a حالة البداية (q0 ∈ Q)
- مجموعة من حالات القبول (F ⊆ Q)